# Lauder Business School
Die Lauder Business School (LBS) in Wien ist eine staatlich anerkannte und öffentlich finanzierte Fachhochschule, die seit ihrer Gründung im Jahr 2003 auf internationale Wirtschaftswissenschaften spezialisiert ist. Sämtliche Studienprogramme der LBS entsprechen den Qualitätsstandards des europäischen Bologna-Prozesses, verfügen über eine Akkreditierung durch die österreichische Agentur für Qualitätssicherung und Akkreditierung (AQ Austria), und sind beim österreichischen Bundesministerium für Wissenschaft, Forschung und Wirtschaft gelistet. Im Jahr 2024 zählt die Hochschule rund 440 Studierende, die entweder das Bachelorstudium „International Business Administration“, einen der beiden Masterstudiengänge „International Management and Leadership“ und „Strategic Finance and Business Analytics“ oder ein Online-MBA-Programm absolvieren.

## Geschichte
Im Jahr 2003 gründete die Ronald Lauder Foundation unter Leitung ihres Präsidenten Ronald Lauder die Lauder Business School (LBS). Als Standort wurde bewusst Wien gewählt, um mit einer Brückenfunktion zwischen westlichen und östlichen Traditionen eine international ausgerichtete Hochschule zu etablieren. In den Anfangsjahren bot die Lauder Business School zunächst ein achtsemestriges Magisterstudium in International Marketing and Management an. 2007 wurde das Studienangebot um einen sechssemestrigen Bachelorstudiengang in Intercultural Business Administration sowie einen viersemestrigen Masterstudiengang in Intercultural Management and Leadership erweitert. Aktuell umfasst das Studienangebot ein Vollzeit-Bachelorprogramm in International Business Administration sowie zwei Masterstudiengänge – International Management and Leadership und Strategic Finance and Business Analytics. 2024 wurde das Studienangebot um einen Online-MBA und einen Online-Executive MBA (EMBA) erweitert.
Im Jahr 2018 leitete die Lauder Business School ein umfangreiches Akkreditierungsverfahren ein, um ihre Studienprogramme durch die US-amerikanische Qualitätssicherungsagentur (Accreditation Council for Business Schools and Programs – ACBSP) anerkennen zu lassen.

## Studiengänge
Die Hochschule bietet folgende Studienprogramme an:
Bachelorstudium „International Business Administration“ (6 Semester, 180 ECTS): Das Bachelorstudium vermittelt eine international ausgerichtete, praxisnahe Ausbildung und bereitet die Absolventinnen und Absolventen optimal auf Tätigkeiten in internationalen Organisationen und Unternehmen vor.
Masterstudium „International Management and Leadership“ (4 Semester, 120 ECTS): Im Rahmen dieses Masterstudiums vertiefen Studierende ihre Kenntnisse in angewandter Betriebswirtschaftslehre und bauen gezielt ihre Führungs- und Managementkompetenzen aus. Der Studiengang qualifiziert Absolventinnen und Absolventen für leitende Positionen in international ausgerichteten Unternehmen. Inhaltlich liegt der Fokus auf zentralen Führungskompetenzen wie Entscheidungsfindung und strategisches Handeln in komplexen Organisationsstrukturen. Zusätzlich erhalten Studierende ein SAP-Einsteigerzertifikat.
Masterstudium „Strategic Finance and Business Analytics“ (4 Semester, 120 ECTS): Dieses Studienprogramm verbindet aktuelles Fachwissen und innovative Konzepte im Bereich internationaler Finanzen und Unternehmensstrategie mit neuesten Entwicklungen im Bereich Business Analytics. Das Curriculum vermittelt ein tiefgehendes Verständnis für den Finanzsektor sowie für die effiziente finanzielle Steuerung von Unternehmen außerhalb der Finanzbranche.
Online MBA – Master of Business Administration (4 Semester, 120 ECTS): Mit einem praxisnahen Curriculum (zweijähriges Programm) und einem erfahrenen Lehrkörper, der direkt aus der Berufswelt kommt, richtet sich dieser Studiengang insbesondere an Berufstätige. Als Vertiefungen stehen „Green & Sustainable Business Management“ sowie „International & Digital Marketing“ zur Wahl.
Online Executive MBA – Master of Business Administration (4 Semester, 120 ECTS): Der Online Executive MBA der LBS ist ein zweijähriges Programm, das gezielt für erfahrene Fachkräfte entwickelt wurde – ein vorhergehender Bachelorabschluss ist dabei nicht zwingend erforderlich. Das Programm richtet sich an Berufstätige, die ihre Führungs- und strategischen Entscheidungskompetenzen gezielt weiterentwickeln wollen. Aufbauend auf bewährten US-amerikanischen Lehrmethoden und praxisnahen Einblicken von Branchenexpertinnen und -experten, bietet der Studiengang ebenfalls die Spezialisierungen „Green & Sustainable Business Management“ sowie „International & Digital Marketing“ an.
Um die interkulturellen Kompetenzen der Studierenden zu erweitern werden folgende Sprachen an der LBS angeboten: Deutsch, Hebräisch, Chinesisch, Russisch und Spanisch.

## Jewish Leadership Program
Neben den Bachelor- und Masterprogrammen bietet die Lauder Business School auch das nicht mit einem akademischen Grad abschließende „Jewish Leadership Program“ an, das allerdings nur Personen jüdischer Abstammung offensteht. Das Programm wird vom Jewish Heritage Fund gesponsert.